# 李思怡事件
李思怡事件发生于2003年6月，未满三岁的女童李思怡由于成都市金堂县公安局民警的玩忽职守而在被反锁的家中饿死。
2003年6月4日，成都市金堂县公安局两名民警将涉嫌盗窃的妇女李桂芳带回派出所调查，发现李桂芳涉嫌吸毒。在进行尿检确认后，决定送李桂芳前往成都市戒毒所实行强制戒毒。在城郊派出所里和被送往戒毒所的途中，李桂芳多次告诉城郊派出所副所长王新，自己的女儿李思怡（2000年10月出生）被关在家中无人照顾。但由于副所长王新、民警黄小兵以及团结村派出所的玩忽职守，导致李思怡无人照顾达17天。6月21日，民警从李桂芳家中发现李思怡高度腐败的尸体。经法医鉴定，李思怡是因饥渴而死。
李思怡饿死案被媒体披露后，引起各界强烈反响。成都市委政法委书记王体乾曾写道：“一个无辜的小生命就活活饿死在我们这些‘冷血者’手中。”许多人都在互联网上表达了自己的愤慨之情，有人为李思怡建了纪念网站，网上也因此事再次展开对执法部门的冷漠、社会制度、社会保障体系等问题的大讨论。
2004年7月1日，原金堂县公安局城郊派出所副所长王新和民警黄小兵被正式逮捕。8月14日，第一被告王新被取保候审，第二被告黄小兵则一直被关押在看守所里。8月20日，成都市新都区法院以玩忽职守罪分别判处王新和黄小兵有期徒刑3年和2年。

## 类似事件
- 2013年南京女童饿死事件